# Phospholipasen

Trennstellen bei Spaltung durch Phospholipasen. Phospholipase B spaltet an beiden Stellen PLA1 und PLA2.

Phospholipasen sind Enzyme, die Phospholipide in Fettsäuren (R1COOH bzw. R2COOH) und weitere lipophile Substanzen spalten. Es gibt vier Hauptgruppen an Phospholipasen, die mit A, B, C und D benannt sind:
- Phospholipase A
  - Phospholipase A1: spaltet eine ungesättigte Fettsäure an ihrer Esterbindung am C1-Atom
  - Phospholipase A2: spaltet eine ungesättigte Fettsäure an ihrer Esterbindung am C2-Atom
- Phospholipase B: kann an Sn-1 und Sn-2 Position die Fettsäureesterbindung spalten
- Phospholipase C: spaltet vor Phosphoratom der Phosphatgruppe[1]
- Phospholipase D: spaltet nach Phosphoratom